# Elección presidencial de Alemania de 2004
En la elección presidencial de Alemania de 2004, fue elegido, por la 12.ª Asamblea Federal como presidente federal el exdirector del Fondo Monetario Internacional Horst Köhler (CDU). Derrotó a la expresidenta de la Universidad Europea Viadrina en Fráncfort del Óder, Gesine Schwan (SPD). Una vez en el cargo, el presidente puede ser posteriormente reelegido una sola vez. El anterior presidente Johannes Rau (SPD) citó razones personales para su decisión de no postularse para un segundo mandato. Rau murió en 2006.
Los 604 votos que recibió  Horst Köhler fueron sólo un voto más que la mayoría absoluta y por lo tanto mucho menos de lo esperado. Hubo nueve abstenciones y dos votos nulos. De ello se desprende que al menos nueve miembros de la coalición de la CDU/CSU/FDP  votaron por Swan. Un diputado del SPD no pudo sufragar por enfermedad. El número de votantes también se redujo, ya que la miembro del Parlamento Anke Hartnagel (SPD) murió poco antes de la elección.
En su discurso de investidura, Koehler destacó, el legado del expresidente Johannes Rau, y se presentó como una persona mediadora y de fomento a la confianza. Elogió a la unidad de Alemania, también pidió una "Alemania de ideas" y una sociedad favorable para los niños. Horst Koehler y Gesine Schwan volvieron a enfrentarse en la siguiente elección presidencial, venciendo Koehler nuevamente.

## Composición de la Asamblea Federal
La Asamblea Federal estuvo constituida de la siguiente manera:
| Partido | Partido                                                         | Escaños |
| ------- | --------------------------------------------------------------- | ------- |
|         | CDU/CSU                                                         | 539     |
|         | SPD                                                             | 459     |
|         | FDP                                                             | 83      |
|         | Los Verdes                                                      | 90      |
|         | PDS                                                             | 31      |
|         | DVU                                                             | 1       |
|         | SSW                                                             | 1       |
|         | Miembros del Bundestag sin afiliación a ningún partido político | 1       |
|         |                                                                 | 1,205   |

## Resultados[1]
| Vuelta                                                                         | Candidato                   | Votos | %     | Partido |
| ------------------------------------------------------------------------------ | --------------------------- | ----- | ----- | ------- |
| Primera vuelta                                                                 | Horst Köhler                | 604   | 50,1% | CDU     |
| Primera vuelta                                                                 | Gesine Schwan               | 589   | 48,9% | SPD     |
| Primera vuelta                                                                 | Votos blancos               | 9     | 0,7%  |         |
| Primera vuelta                                                                 | Votos nulos                 | 2     | 0,2%  |         |
| Primera vuelta                                                                 | Electores que no sufragaron | 1     | 0,1%  |         |
| Con estos resultados, Horst Köhler fue elegido Presidente Federal de Alemania. |                             |       |       |         |